# Václav Pavel Borovička
Václav Pavel Borovička (8. září 1920 Praha – 15. června 2004 Praha) byl český spisovatel a televizní scenárista.

## Život
Vystudoval ekonomii na Vysoké škole obchodní a od roku 1946 pracoval jako skladník. V letech 1962–1963 byl redaktorem deníku Lidová demokracie a pak se už věnoval pouze psaní.
Ale znám je jako autor literatury faktu z oblasti kriminalistiky, špionáže a knih pro děti. Napsal také dva sci-fi romány.
Pracoval i jako filmový a televizní scenárista. Na filmových a TV scénářích spolupracoval zejména s Františkem Vlčkem.

## Knihy
- Konec ostrova Oscar, 1959 (pseud. Pavel Vales), patří do sci-fi
- Oheň, 1963
- Já, ty nebo Juan, 1964
- Spadla z nebe, 1967, patří do sci-fi
- Vražda jasnovidce Hanussena, 1968
- Mistři tajné služby, 1969
- Tajemství špionáže, 1969
- Případ Gordona Lonsdala, 1969
- Případ plukovníka Abela, 1969
- Případ Stiga Wennerströma, 1969
- Vyzvědačky století, 1970
- Černá lilie, 1971 (pseud. Václav Bor)
- Atentáty, které měly změnit svět I., 1975
- Atentáty, které měly změnit svět II., 1975
- Případ Watergate, 1976
- Výstřely ze zálohy,1976
- Vyzvědači z Tel Avivu, 1979
- Přísně tajné šifry, 1982
- Století šakalů, 1985
- Mafie, 1985
- Mateřské znaménko, 1985
- Velké případy FBI, 1987
- Velké kriminální případy, 1987
- Velké kriminální případy II., 1989
- Scotland Yard zasahuje, 1989
- Scotland Yard zasahuje 2
- Procesy, které vzrušily svět 1, 1989
- Procesy, které vzrušily svět 2
- Velké kriminální případy III., 1991
- Téměř dokonalá vražda, 1991
- Vraždy ve státním zájmu, 1992
- Pařížská Sureté pátrá, 1992
- Past na kmotra, 1992
- Slavné případy Interpolu, 1993
- Hřbitov vyzvědačů, 1994
- Milenky vražednice, 1994
- Hon na vlkodlaka, 1995
- Sekty satanských bohů, 1996
- Únosy, které pobouřily svět, 1996
- Milionové loupeže, 1997
- Smrt Hitlerova jasnovidce, 1997
- Smrt má červené střevíčky, 1997
- Vrazi z dobré rodiny, 1998
- Vraždy hollywoodských hvězd, 1998
- Tajemství temné komory, 1998
- Báječní podvodníci, 1999
- Milenky a vrazi amerických prezidentů, 1999
- Smrt má v ruce skalpel, 1999
- Andělé smrti, 2000
- Bílé otrokyně, 2000
- Pistolníci Divokého západu, 2001
- Smrt měla černý trikot, 2001
- Smrtelně nebezpečné lásky, 2001
- Smrt měla hluboký výstřih, 2002
- Smrt měla krátkou sukni, 2002
- Životu nebezpeční lékaři, 2002
- Hříšní papežové, 2003
- Milenky se špatnou pověstí
- Ukradli bohům smrt
- Vyzvědači
- Záhadné policejní případy

## Film a televize
námět:
- Brácha za všechny peníze - 1978
- Jen ho nechte, ať se bojí - 1978
- Safari - 1986

scénář:
- Brácha za všechny peníze - 1978
- Jen ho nechte, ať se bojí - 1978
- Můj brácha má prima bráchu - 1975
- Z nových pověstí českých: Dívčí válka - 1972
- Chalupáři - 1975
- Dynastie Nováků - 1982
- Spadla z nebe - 1978
- Kúzelné mestečko - 1982
- Safari - 1986